# Гаджимагомедова, Саида Камильевна
Саида Камильевна Гаджимагомедова (род. 1986, Махачкала) — российская спортсменка, специализируется по ушу, чемпионка Европы и России.

## Биография
Ушу-саньда стала занимаеться с 2001 года в махачкалинском спортивном клубе «Арго» под руководством Абдулы Газалиева. В 2004 году стала чемпионкой России и Европы. В июле 2005 года в Москве стала чемпионкой России, одолев в финале Елену Пак из Тульской области.

## Спортивные достижения
- Чемпионат России по ушу 2004 — ;
- Чемпионат Европы по ушу 2004 — ;
- Чемпионат России по ушу 2005 — ;

## Личная жизнь
В 2003 году окончила среднюю школу № 22 в Махачкале. В 2008 году окончила Дагестанский государственный университет народного хозяйства.